# Francisco del Carmen Carvajal
Francisco del Carmen Carvajal è un comune del Venezuela situato nello stato dell'Anzoátegui.
Il capoluogo del comune è la città di Valle de Guanape.